# داراز
داراز (انگلیسی: Daraz) شرکت خرده‌فروشی بنگلادشی است، که در سال ۲۰۱۲ تأسیس شد.